# Tetrastichus atrocoeruleus
Tetrastichus atrocoeruleus is een vliesvleugelig insect uit de familie Eulophidae. De wetenschappelijke naam is voor het eerst geldig gepubliceerd in 1834 door Nees.